# 法定調書
法定調書（ほうていちょうしょ）とは、所得税法、相続税法、租税特別措置法などにより税務署への提出が義務づけられている書類をいう。約60種類の法定調書があり、税務署が納税者の正確な支払いなどを把握するための資料となる。

## 種類
全体的に金融機関や保険会社が提出する物が多いが、一部、多くの個人や法人が関係する物がある。

### 所得税法に規定するもの
- 源泉徴収票
  - 給与所得の源泉徴収票[1]▼ - 給与を支払った者が提出する
  - 退職所得の源泉徴収票[2]▼ - 死亡退職以外の退職手当を支払った者が提出する
  - 公的年金等の源泉徴収票
- 支払調書
  - 報酬、料金、契約金及び賞金の支払調書[3]▼ - 外交員、弁護士、税理士などに支払った者が提出する
  - 不動産の使用料等の支払調書[4]▼ - 不動産の使用料などの支払いをした法人や不動産業の個人事業主が提出する
  - 不動産等の譲受けの対価の支払調書[5]▼ - 不動産などを譲受けた法人や不動産業の個人事業主が提出する
  - 不動産等の売買又は貸付けのあっせん手数料の支払調書[6]▼ - 不動産売買のあっせん手数料を支払った法人や不動産業の個人事業主が提出する
  - 利子等の支払調書
  - 国外公社債等の利子等の支払調書
  - 配当、剰余金の分配、金銭の分配及び基金利息の支払調書
  - 国外投資信託等又は国外株式の配当等の支払調書
  - 投資信託又は特定受益証券発行信託収益の分配の支払調書
  - オープン型証券投資信託収益の分配の支払調書
  - 配当等とみなす金額に関する支払調書
  - 定期積金の給付補てん金等の支払調書
  - 匿名組合契約等の利益の分配の支払調書
  - 生命保険契約等の一時金の支払調書
  - 生命保険契約等の年金の支払調書
  - 損害保険契約等の満期返戻金等の支払調書
  - 損害保険契約等の年金の支払調書
  - 保険等代理報酬の支払調書
  - 非居住者等に支払われる組合契約に基づく利益の支払調書
  - 非居住者等に支払われる人的役務提供事業の対価の支払調書
  - 非居住者等に支払われる不動産の使用料等の支払調書
  - 非居住者等に支払われる借入金の利子の支払調書
  - 非居住者等に支払われる工業所有権の使用料等の支払調書
  - 非居住者等に支払われる機械等の使用料の支払調書
  - 非居住者等に支払われる給与、報酬、年金及び賞金の支払調書
  - 非居住者等に支払われる不動産の譲受けの対価の支払調書
  - 株式等の譲渡の対価等の支払調書
  - 交付金銭等の支払調書
  - 信託受益権の譲渡の対価の支払調書
  - 先物取引に関する支払調書
  - 金地金等の譲渡の対価の支払調書
- 信託の計算書
- 有限責任事業組合等に係る組合員所得に関する計算書
- 名義人受領の利子所得の調書
- 名義人受領の配当所得の調書
- 名義人受領の株式等の譲渡の対価の調書
- 譲渡性預金の譲渡等に関する調書
- 新株予約権の行使に関する調書
- 株式無償割当てに関する調書
- 外国親会社等が国内の役員等に供与等をした経済的利益に関する調書

### 相続税法に規定するもの
- 生命保険金・共済金受取人別支払調書
- 損害（死亡）保険金・共済金受取人別支払調書
- 退職手当金等受給者別支払調書
- 保険契約者等の異動に関する調書
- 信託に関する受益者別（委託者別）調書

退職手当金等受給者別支払調書は死亡退職により退職手当金を支払った者が提出する。それ以外は保険会社などが提出する書類。

### 租税特別措置法に規定するもの
- 上場証券投資信託等の償還金等の支払調書
- 特定新株予約権の付与に関する調書
- 特定株式等の異動状況に関する調書
- 特定口座年間取引報告書
- 非課税口座年間取引報告書
- 未成年者口座年間取引報告書
- 教育資金管理契約の終了に関する調書
- 結婚・子育て資金管理契約の終了に関する調書

これらは金融機関や特定新株予約権を付与した株式会社が提出する書類。

### 国外送金等調書法に規定するもの
- 国外送金等調書
- 国外財産調書[7]
- 国外証券移管等調書
- 財産債務調書[8]

個人が提出する物は国外財産調書（5,000万円を超える国外財産）と財産債務調書（3億円以上の財産や1億円以上の国外転出特例対象財産など）で、提出期限は確定申告と同じく3月15日。それ以外は金融機関が提出する書類。

## 法定調書合計表
上記▼の法定調書6種類をまとめた「給与所得の源泉徴収票等の法定調書合計表」があり、多くの法人や個人事業主が関与する源泉徴収票・支払調書の合計表である。翌年1月31日までに税務署へ提出する必要がある。
e-Taxソフト(WEB版)で提出できるのはこの6種だけであり、これ以外はパソコン版のe-Taxソフトもしくはサードパーティーのソフトウェアを利用する必要がある。
同時期には、市区町村に給与所得の「給与支払報告書」や退職所得の「特別徴収票」なども提出しないといけない。

## 提出期限
提出期限は種類によって様々であるが、所得税に関する物は1月31日が多く、一部は確定申告と同じく3月15日であるが、金融機関などが提出する物はバラバラである。

## 提出方法
e-Tax、税務署への郵送や持参などで提出できる。2年前の提出枚数が100枚以上の場合はe-Tax等による提出が義務化されている。給与・公的年金等の支払報告書および源泉徴収票に関しては、eLTAX を使用すると税務署と市区町村に同時に提出できる。

## 参照
1. ↑  No.7411　「給与所得の源泉徴収票」の提出範囲と提出枚数等｜国税庁
2. ↑  No.7421　「退職所得の源泉徴収票」の提出範囲と提出枚数等｜国税庁
3. ↑  No.7431　「報酬、料金、契約金及び賞金の支払調書」の提出範囲と提出枚数等｜国税庁
4. ↑  No.7441　「不動産の使用料等の支払調書」の提出範囲等｜国税庁
5. ↑  No.7442　「不動産等の譲受けの対価の支払調書」の提出範囲等｜国税庁
6. ↑  No.7443　「不動産等の売買又は貸付けのあっせん手数料の支払調書」の提出範囲等｜国税庁
7. ↑  No.7456　国外財産調書の提出義務｜国税庁
8. ↑  No.7457　財産債務調書の提出義務｜国税庁
9. ↑  法定調書の作成・提出について | 【e-Tax】国税電子申告・納税システム(イータックス)
10. ↑  法定調書のe-Tax等による提出義務化の概要について | 【e-Tax】国税電子申告・納税システム(イータックス)
11. ↑  給与支払報告書、公的年金等支払報告書及び源泉徴収票の電子的提出の一元化について ｜ eLTAX 地方税ポータルシステム